# Kreditvurdering
| AAA | AA | A | BBB | BB | B | CCC | CC/D |

En kreditvurdering er en evaluering af en debitors (låntagers) kreditværdighed, der kan være tale om en person, virksomhed, organisation eller land. Vurderingen kan foretages af et kreditvurderingsbureau og vedrører en vurdering af debitorens muligheder for at betale gæld og en sandsynlighedsvurdering af at debitoren ikke kan betale sin gæld.
Kreditvurderinger foretages på baggrund af kvalitative og kvantitative informationer; offentligt tilgængelige informationer og private informationer. 
Kreditvurdering er ikke baseret på matematiske formler, men foretages med baggrund i dømmekraft og erfaringer. 
En dårlig kreditvurdering er et tegn på at kreditvurderings-virksomheden vurderer, at der er en høj risiko for, at debitor ikke kan betale sin gæld.
Kreditrangeringsbureauer lever af at foretage kreditrangeringer med baggrund i kreditvurderinger.